# Aleksandrovac
Aleksandrovac (srpski: Александровац) je grad u Rasinskom okrugu u Srbiji. Središte je istoimene općine Aleksandrovac. Grad se nalazi u dolini zvanoj Aleksandrovačka župa. 
Po popisu iz 2002., grad je imao 6.476 stanovnika, a općina 29.389.

## Kultura
Najpoznatija godišnja svečanost je "Župska berba", koja se održava 28. rujna do 1. listopada svake godine. 

## Šport
U gradu je nekoliko klubova, uključujući košarkaški odbojkaški, rukometni (igra u prvoj ligi) i nogometni (FK Župa Aleksandrovac). 

## Poznate osobe
Tenisač Ilija Bozoljac je rođen u ovom gradu.

## Vanjske poveznice
- Službene stranice
- Župska Berba  Arhivirana inačica izvorne stranice od 3. listopada 2006. (Wayback Machine)
- Informativni portal Aleksandrovca